# Мина Катуански
Свети  великомученик Мина је хришћански светитељ и мученик из 3. века. 
Пореклом је био из Мисира. Рођен је око 285. године. У младости је био војник. Напустио је војничку службу и живео као пустињак. Када је дошао у град Катуанију и почео да проповеда хришћанство, убрзо је утамничен и мучен. После тешких мука је убијен око 304. године.
Његове свете мошти пренете су у Александрију и тамо сахрањене, и над њима је саграђена црква, коју су касније порушили Арапи у својим походима на Мисир. 
Православна црква га прославља 24. новембра по јулијанском календару.